# 1986年沙巴骚乱
1986年沙巴骚乱，也称为无声的骚乱（The Silent Riot），于1986年3月至5月期间发生在马来西亚沙巴州各地。骚乱主要集中在首府亚庇、斗湖和山打根等城镇。3月12日，7枚塑料炸药在亚庇引爆。斗湖也引爆了一枚炸弹。山打根至少有五枚炸弹爆炸，造成一名报摊摊贩死亡，一名高级警察野战人员受伤。骚乱共导致5人死亡。

## 历史
骚乱是由于1985年沙巴州选举结果引起，新成立的沙巴团结党赢得选举，取代了原先执政的人民党。人民党也曾是国阵成员党。有报道称，暴徒走上街头，试图将百林吉丁岸从首席部长职务中下台。
百林曾是人民党的成员，但在选举前仅仅47天，他成立了团结党。团结党的反对派，即人民党的哈里斯沙烈和沙巴民族统一机构的慕斯塔法对选举结果不满。慕斯塔法试图非法宣誓就任首席部长，这引发了一场法庭诉讼，最终以百林胜诉而告终。
由于政治操纵导致团结党代表叛逃，该党后来寻求提前选举。首相马哈迪·莫哈末也试图与团结党谈判，试图让该党加入国阵，以换取沙巴州政权的和平。最终选举于1986年5月4日至5日举行。团结党再次获胜，而且这次的优势更大。